# A megváltás terve (Az Utolsó Napi Szentek Jézus Krisztus Egyháza)

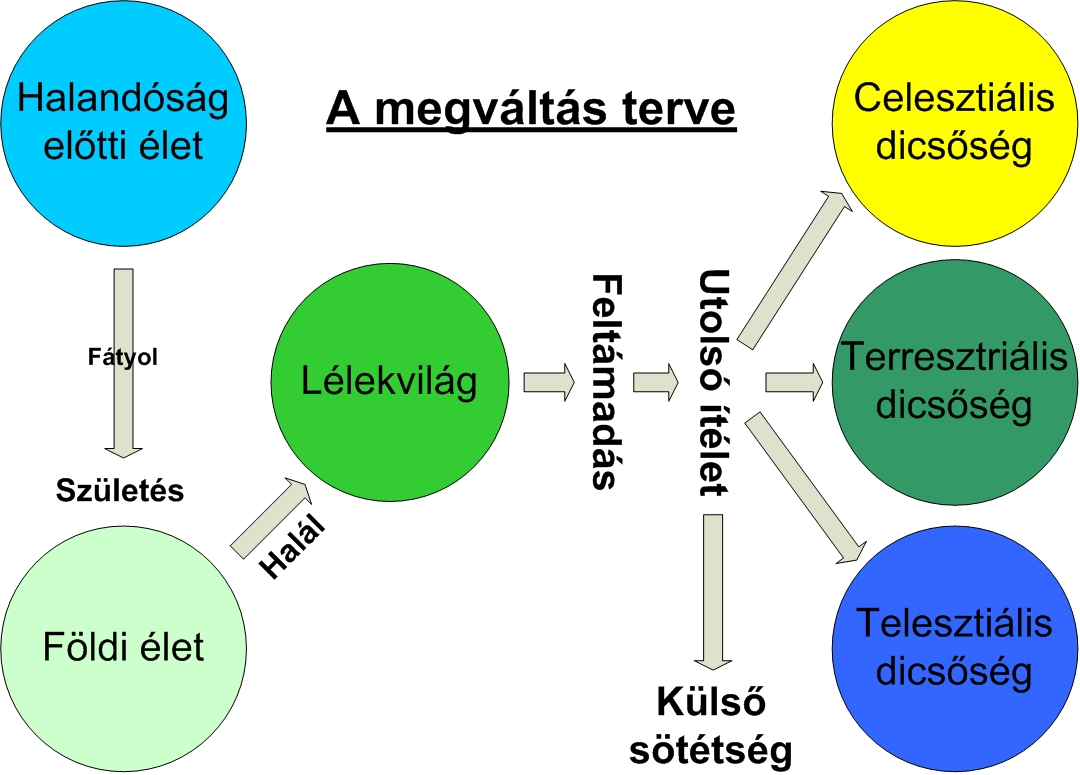
A megváltás terve

Ez a szócikk a megváltás tervéről szól Az Utolsó Napi Szentek Jézus Krisztus Egyházában. Más vallásokkal kapcsolatban lásd megváltás.
Jézus Krisztus evangéliumának a teljessége, melyet annak szándékával alkottak, hogy véghezvigye az ember halhatatlanságát és örök életét. Magában foglalja a teremtést, a bukást és az engesztelést, valamint minden Istentől kapott törvényt, szertartást és tant. Ez a terv minden ember számára lehetővé teszi azt, hogy felmagasztosuljon és örökké Istennel éljen. A szentírások erre a tervre utalnak úgy is mint a szabadulás terve, a boldogság terve, valamint az irgalom terve.

## A megváltás tervének rövid összefoglalása
Az alábbi összefoglalás a megváltás tervének vázlatos áttekintése. Nem tartalmazza az egyház összes erre vonatkozó tanítását.
- A halandóság előtti lét Mennyei szüleink azt akarták, hogy azokat az isteni tehetségeket, amikkel ők rendelkeztek, mi is kifejlesszük magunkban. Mivel a mennyben már nem tudtunk tovább fejlődni, Mennyei Atyánk összehívta a Nagy Tanácsot,[3]) hogy elénk tárja a fejlődésünkre vonatkozó tervét (A megváltás terve). Megtudtuk, hogy egy földet ad számunkra, ami megpróbáltatásunk színhelye lesz. Fizikai testet kapunk és családban fogunk élni. Fátyol borul emlékezetünkre, hogy ne emlékezhessünk mennyei otthonunkra, mert fontos, hogy a jóra és a rosszra való természetes hajlamunknál fogva szabadon, nem pedig Mennyei Atyánkkal töltött életünk emlékeinek hatására válasszunk. Mert így a beléje vetett hit által, nem pedig a vele kapcsolatos tudásunk, vagy emlékeink hatására engedelmeskedünk neki. Megértettük, hogy egy időre el kell hagynunk mennyei otthonunkat, és távollétünk alatt mindannyian vétkezni fogunk, sőt egyesek le is térnek a számukra kijelölt útról. Szükségünk volt egy Megváltóra, aki megfizet bűneinkért, és megtanít bennünket arra, hogyan térhetünk vissza Mennyei Atyánkhoz. És ekkor így szólt az Atya: „Kit küldjek ?”

Lucifer válasza: ”Ime itt vagyok, küldj engem, én fiad leszek, és az egész emberiséget megváltom, hogy egyetlen lélek sem vész el, és ezt biztosan megteszem; add hát nekem a neked járó tiszteletet.”
Jézus válasza: ”De íme, az én Szeretett Fiam, aki kezdettől fogva Szeretettem és Választottam volt, azt mondta nekem – Atyám, a te akaratod legyen meg, és a dicsőség legyen tiéd mindörökké.” (Mózes 4:1-2)
Sátán kényszeríteni akart bennünket, hogy csak az ő akaratát kövessük. Ő elvette volna tőlünk a szabad választási jogot, amit az Atya megadott nekünk, mert egyedül magának akarta a megváltásunkért járó dicsőséget. Amikor Mennyei Atyánk Jézus Krisztust jelölte ki megváltónknak, Sátán fellázadt ellene. Háború tört ki a mennyben, és Sátán a követőivel harcba kezdett Jézus és követői ellen. A lelkek egyharmada Sátánt követte. Ezek kiűzettek a mennyből, és az lett a büntetésük, hogy nem kaphattak földi testet. Sátán és követői itt vannak a földön közöttünk, és naponta kísértenek bennünket, hogy valami olyat tegyünk, ami Mennyei Atyánknak nem tetszik.
- A világ teremtése és az élet eredete Isten, az ő Fia, Jézus Krisztus által munkálkodva, összerendezte a természetben található elemeket (nem a semmiből teremtett), hogy megformálja a földet. A teremtés hat „nap” alatt történt (a "nap" szó nem utal egy kifejezett számú évre, vagy egy meghatározott hosszúságú időtartamra). Az Úr minden dolgot lelkileg teremtett meg, mielőtt fizikailag megteremtette őket.[6] Az ember nem evolúció útján fejlődött ki, hanem teremtve lett.[7] Ádám a földön teremtett első ember.

- Ádám és Éva bukása Az a folyamat, amely által halandó lett az emberiség ezen a földön. Amikor Ádám és Éva ettek a tiltott gyümölcsből, halandók lettek, vagyis ki lettek téve a bűnnek és a halálnak. Az utolsó napi kinyilatkoztatás világossá teszi azt, hogy a bukás áldás, és hogy Ádám és Éva tiszteletet érdemelnek mint az egész emberiség első szülei.

A bukás szükséges lépés volt az ember fejlődésében. Mivel Isten tudta, hogy be fog következni a bukás, a halandóság előtti életben tervbe vett egy Szabadítót. Jézus Krisztus eljött az idők delén, hogy kiengeszteljen Ádám bukásáért, valamint, az emberek bűnbánatának feltételével, az emberek egyéni bűneiért. A bukásnak két következménye volt:
1. testi halál: Ádám és Éva halandó lények lettek, akiknek gyermekeik lehettek, és mind nekik, mind gyermekeiknek meg kellett ismerkedniük a betegségekkel, fájdalmakkal és a halál keserűségével.
2. lelki halál: Sem ők, sem gyermekeik nem maradhattak többé az Isten jelenlétében, tehát nem is beszélhettek vele többé szemtől szemben.

Sátán bevezette a gonoszt a világba és ezért Ádám és Éva és az egész emberiség mind testileg, mind lelkileg eltávolodott Istentől.
A bukás nagy áldásokat eredményezett:
Vannak akik azt hiszik, hogy Ádám és Éva nagy bűnt követtek el, amikor a jó és a rossz tudása fájának gyümölcséből ettek. Az egyház tanítása szerint bukásuk tulajdonképpen szükségszerű lépés volt az élet céljából, az emberiség áldására szolgált, mert a bukás következtében nyertünk fizikai testet, és alkalmat arra, hogy a jó és rossz között szabadon választhassunk, és az örök életet elnyerhessük. Ha Ádám és Éva a kertben maradt volna, sohasem nyerhettük volna el ezeket a kiváltságokat.
- A földi élet Mindenkinek lesz alkalma elfogadni az evangéliumot. Ha nem volt rá lehetősége a halandó életben, akkor a lélekvilágban lesz rá alkalma. Valaki úgy léphet be Jézus Krisztus igaz egyházába, hogy megkeresztelkedik, és kézrátétel által elnyeri a Szentlélek ajándékát. A felmagasztosuláshoz (üdvözüléshez) további szövetségek szükségesek:

- templomi szövetségek
- papsági szövetség
- örökkévaló házasság
Ha valaki mindvégig kitart, vagyis megtartja szövetségeit, betartja a parancsolatokat, és bűneit, vétkeit megbánja és elhagyja, akkor Krisztus kegyelme által reménye van egy dicsőséges feltámadásra.
- Jézus Krisztus engesztelő áldozata A megváltás tervének központi, legfontosabb része. Nélküle a megváltás terve semmivé válna. A Megváltó értünk vezekelt, amikor a Gecsemáné kertjében szenvedett, és a kereszten életét adta. Az ember képtelen tökéletesen felfogni azt a szenvedést, amit Krisztusnak az emberek bűneiért át kellett élnie. A Gecsemáné kertjében olyan gyötrelmeken és szívfájdalmon ment keresztül, hogy minden pórusából vért izzadott. Később a kereszten az emberiség által kieszelt legkegyetlenebb módon halt meg. Szenvedésével, halálával és feltámadásával legyőzte a testi és a lelki halált, azt a két akadályt ami lehetetlenné tette az Istenhez való visszatérést.

- A lélekvilág Halál után minden ember lelke a lélekvilágba költözik, és a paradicsomi vagy a lélekbörtön állapotába jut. A tiszta szívűek, igazlelkű hívők, akik megkötötték és betartották a szövetséget paradicsomi állapotban élhetnek, az első feltámadásig. A hitetlenek és bűnösök és azok, akiknek nem volt lehetőségük elfogadni az igaz evangéliumot a lélekbörtön állapotában élnek majd tovább, a második feltámadásig. Addig lehetőségük lesz a megtérésre, az örömhír elfogadására, az élők szent templomban nevükben elvégzett szertartás által, és így átkerülhetnek a lélekvilág paradicsomi részébe.

- A feltámadás

- Első feltámadás (a jók feltámadása):
Jézussal voltak a feltámadásakor mindazok akik Ádámtól kezdve igazak voltak. Krisztus feltámadása után sok szent feltámadt.
Krisztus második eljövetelekor, vagyis a Millennium kezdetén feltámadnak az igazak és a kisgyermekek. Ők a celesztiális birodalmat öröklik.
A Millennium alatt feltámadnak a jó emberek, akikben azonban nem volt meg az igazság teljessége. Ők a terresztriális birodalmat öröklik.
- Második feltámadás (a gonoszok feltámadása):
A jók feltámadása után a Millennium végén lesz a gonoszok feltámadása. Ők a telesztiális birodalmat öröklik, vagy a külső sötétségre vettetnek.
- Az utolsó ítélet Azt a helyet nyerjük el, amelyet a földi életünk alapján kiérdemlünk. Egyháztagok között is lesznek olyanok, akik különböző birodalmakba jutnak, mert a parancsolatok teljesítése szempontjából azok sem egyformák. A dicsőség három fokozata:

A celesztiális birodalom ("a nap fényessége"):
Ők azok akik Jézusról tanúságot tettek, akik hittek az ő nevében és megkeresztelkedtek…Hogy a parancsolatok megtartása által minden bűnüktől tisztára mosassanak, és elnyerjék a Szentlelket.
A terresztriális birodalom ("a hold fényessége"):
- a földön nem fogadták el az evangéliumot, de a lélekvilágban igen
- tisztességes emberek voltak, de az emberi ravaszság miatt az evangéliummal szemben süketek maradtak
- elfogadták az evangéliumot, de később hitetlenek lettek
A telesztiális birodalom ("a csillagok fényessége"):
Sem a földön sem a lélekvilágban nem fogadták el az evangéliumot, vagyis nem vallották magukénak Jézust. Ezekhez tartoznak a hazugok, a boszorkányságot űzők, a házasságtörők, a paráznák és a mindenféle hazugságok hívei.
A külső sötétség (nem dicsőség):
A Szentlélek hatására elismerték ugyan Jézust, és megismerték az Úr hatalmát, de hagyták, hogy Sátán hatalmába kerítse őket. Megtagadták az igazságot és szembeszálltak az Úr hatalmával. Ezeknek jobb lett volna meg sem születniök. Az ilyenek számára nincs bűnbocsánat, mert annak ellenére, hogy elnyerték a Szentlelket, mégis megtagadták azt. Sötétségben, szenvedések és gyötrelmek közepette Sátánnal és angyalaival fognak élni. Így ők elszenvedik a lelki halált is, mert Istentől elkülönítve fognak élni.
- A felmagasztosulás A celesztiális királyságon belül három menny, illetve fokozat van (lásd T&Sz 131:1[10]). A legfelsőbe jutás jelenti a felmagasztosulást, ami eléréséhez az igazlelkűségen túl örökkévaló házasságot is kell kötni. A felmagasztosulás örök életet jelent, olyat, melyet Isten él. Ő hatalmas dicsőségben él és tökéletes. Mi pedig olyanná válhatunk, mint amilyen Mennyei Atyánk (lásd Máté 5:48[11]).

A felmagasztosult emberek az utolsó napi szentek szerint a következő áldásokban részesülnek:
1. Mindörökre Mennyei Atyánk és Jézus Krisztus jelenlétében fognak élni (lásd T&Sz 76:62[12]).
2. Istenekké válnak (lásd T&Sz 132:20–23[13]).
3. Igazlelkű családtagjaikkal örökkévaló egységben élnek majd, és örök gyarapodásra lesznek képesek.
4. Részesülni fognak az öröm teljességében.
5. Minden olyan dolgot elnyernek, amellyel Mennyei Atyánk és Jézus Krisztus rendelkezik, vagyis minden hatalmat, dicsőséget, uralmat és tudást (lásd T&Sz 132:19–20[13]).